# L'albero di Guernica
L'albero di Guernica è un film del 1975 diretto da Fernando Arrabal.
Il film è ambientato nell'immaginario villaggio feudale di Villa Ramiro in Castiglia.
La narrazione va dalla vittoria del fronte popolare alla sua sconfitta per le truppe nazionaliste di Francisco Franco.

## Trama
I veri eventi vengono affrontati attraverso le vicende amorose dei due protagonisti: Goya, figlio del conte di Cerralbo e Vandale, giovane contadina del paese. Questi inizialmente sembrano essere propensi a scappare in Francia, ma successivamente decidono di unirsi alla resistenza contro i fascisti.

## Produzione

### Riprese
Alcune scene del film sono state girate a Matera.